# Henri Koide
Henri Koide (Zürich, 2001. április 6. –) svájci korosztályos válogatott labdarúgó, a belga Beerschot csatárja.

## Pályafutása

### Klubcsapatokban
Koide a svájci Zürich városában született. Az ifjúsági pályafutását a helyi Zürich akadémiájánál kezdte.
2020-ban mutatkozott be a Zürich svájci első osztályban szereplő felnőtt keretében. A 2020–21-es szezon második felében a Wil, míg 2022 és 2023 januárja között a Neuchâtel Xamax csapatát erősítette kölcsönben. 2023. január 31-én 2½ éves szerződést kötött a belga másodosztályban érdekelt Beerschot együttesével. Először a 2023. február 4-ei, Lierse ellen 1–0-ra elvesztett mérkőzés 84. percében, Nökkvi Þeyr Þórisson cseréjeként lépett pályára.

### A válogatottban
Koide egy-egy mérkőzés erejéig tagja volt a svájci U17-es és U20-as korosztályú válogatottaknak.

## Statisztikák
2023. május 5. szerint
| Klub                         | Szezon   | Osztály                | Bajnokság | Bajnokság | Kupa  | Kupa | Nemzetközi | Nemzetközi | Összesen | Összesen |
| Klub                         | Szezon   | Osztály                | Meccs     | Gól       | Meccs | Gól  | Meccs      | Gól        | Meccs    | Gól      |
| ---------------------------- | -------- | ---------------------- | --------- | --------- | ----- | ---- | ---------- | ---------- | -------- | -------- |
| Zürich                       | 2019–20  | Swiss Super League     | 9         | 0         | 0     | 0    | —          | —          | 9        | 0        |
| Zürich                       | 2020–21  | Swiss Super League     | 2         | 0         | 0     | 0    | —          | —          | 2        | 0        |
| Zürich                       | Összesen | Összesen               | 11        | 0         | 0     | 0    | 0          | 0          | 11       | 0        |
| Wil (kölcsönben)             | 2020–21  | Swiss Challenge League | 10        | 1         | 0     | 0    | —          | —          | 10       | 1        |
| Neuchâtel Xamax (kölcsönben) | 2021–22  | Swiss Challenge League | 13        | 4         | 0     | 0    | —          | —          | 13       | 4        |
| Neuchâtel Xamax (kölcsönben) | 2022–23  | Swiss Challenge League | 14        | 4         | 1     | 0    | —          | —          | 15       | 4        |
| Neuchâtel Xamax (kölcsönben) | Összesen | Összesen               | 27        | 8         | 1     | 0    | 0          | 0          | 28       | 8        |
| Beerschot                    | 2022–23  | Challenger Pro League  | 3         | 0         | 0     | 0    | —          | —          | 3        | 0        |
| Összesen                     | Összesen | Összesen               | 51        | 9         | 1     | 0    | 0          | 0          | 52       | 9        |